# Добржиньский, Игнаций
Игнаций Добжиньский (в ряде источников — Игнатий Добржинский; 1779–1841) — польский скрипач, пианист, дирижёр, композитор и музыкальный педагог, отец музыкантов Игнация Феликса Добжиньского и Эдуарда Добжиньского.

## Биография
Родился на Волыни, в восмемнадцать лет он уже играл на первой скрипке в графском оркестре Юзефа Августа Илинского в Романове, где И. Добжиньский написал несколько опер и балетную музыку; в 1799–1817 годах он был дирижёром этого оркестра. 
С 1817 по 1825 год Игнаций Добжиньский преподавал музыку в Польской гимназии в Виннице. Затем он провёл несколько лет в Кременце, прежде чем переехать в Варшаву, где его сын уже был известным композитором. Участвовал в выступлениях квартета и пробовал себя в церковной музыке.
Он женился на Евдокии, дочери руководителя духового оркестра в Санкт-Петербурге; их сыновья Игнаций Феликс и Эдуард продолжили музыкальную династию. 
Игнаций Добжиньский умер в 1841 году в польской столице и был похоронен на Повонзковском кладбище.
Как композитор Добжиньский оставил множество сочинений, как оркестровых, так и фортепианных, среди которых наиболее заметны полонезы, которые издал его сын, выражающие дух старой Польши («duch staropolski») и отличающиеся чисто национальным колоритом.